# فریپورت (مینه‌سوتا)
فریپورت، مینه‌سوتا (به انگلیسی: Freeport, Minnesota) یک شهر در ایالات متحده آمریکا است که در شهرستان استیرنز، مینه‌سوتا واقع شده‌است.

## خصوصیات
فریپورت ۲٫۹۸ کیلومترمربع مساحت و ۶۳۲ نفر جمعیت دارد و ۳۷۹ متر بالاتر از سطح دریا واقع شده‌است.